# Quillajaceae
Quillajaceae is een botanische naam, voor een familie van tweezaadlobbige planten. Een familie onder deze naam wordt eigenlijk zelden erkend door systemen voor plantentaxonomie, maar wel door het APG-systeem (1998) en het APG II-systeem (2003).
De familie bestaat uit één geslacht, namelijk Quillaja. Dit telt zo'n drie plantensoorten van kleine, groenblijvende bomen die voorkomende in de gematigde streken van Zuid-Amerika.